# Surjo Benigh
Surjo Benigh (uttalas [be:nitj]), född 13 augusti 1970, Stockholm, är en musiker. Han har spelat bas i olika band med bland andra Totta Näslund, Ulf Lundell och The Boppers. Han är uppväxt i Delsbo, 3 mil från Hudiksvall.
Han brukar bland annat återvända till hemstaden Hudiksvall under Sigge Hills Jukebox-aftnar på Café August under sommarens tisdagskvällar.